# هوو هوتنگانو
ووئه ووئه تنانگو (به اسپانیایی: Huehuetenango) یک منطقهٔ مسکونی در گواتمالا است که در Huehuetenango Department واقع شده‌است. هوو هوتنگانو ۷٬۴۰۰ کیلومتر مربع مساحت و ۸۱٬۲۹۴ نفر جمعیت دارد و ۱٬۹۰۱ متر بالاتر از سطح دریا واقع شده‌است.